# Sebastes capensis
Sebastes capensis är en fiskart som först beskrevs av Gmelin, 1789.  Sebastes capensis ingår i släktet Sebastes och familjen kungsfiskar. Inga underarter finns listade i Catalogue of Life.